# Petite rivière Swaggin
Petite rivière Swaggin är ett vattendrag i Kanada.   Det ligger i provinsen Québec, i den sydöstra delen av landet, 170 km nordost om huvudstaden Ottawa. Petite rivière Swaggin ligger vid sjön Lac Clair.
I omgivningarna runt Petite rivière Swaggin växer i huvudsak blandskog. Runt Petite rivière Swaggin är det glesbefolkat, med 13 invånare per kvadratkilometer.